# Linia Bucka

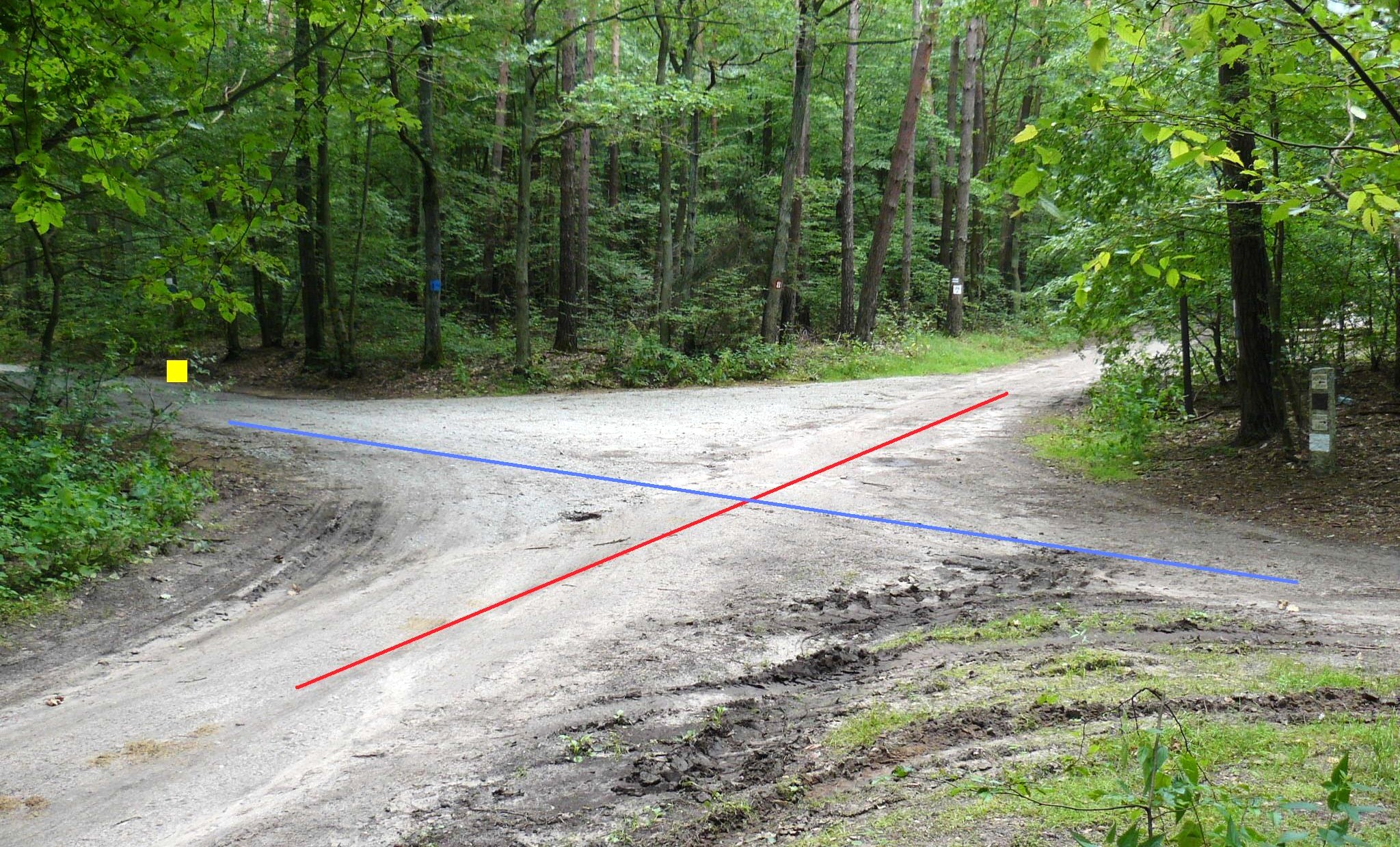
Skrzyżowanie Duża Gwiazda: na czerwono zaznaczono Trakt Bednarski, na niebiesko Trakt Poznański, a żółtym kwadratem dojście Linii Bucka

Linia Bucka – droga leśna w Puszczy Zielonce, łącząca skrzyżowanie Duża Gwiazda, zlokalizowane na wschód od Zielonki z peryferyjnymi gospodarstwami Dąbrówki Kościelnej, położonymi koło Karczewka. W całości leży na terenie gminy Murowana Goślina.
Linia Bucka stanowi na pewnym odcinku północną granicę rezerwatu Klasztorne Modrzewie. Niedaleko Dużej Gwiazdy w poprzek drogi przechodzi koński szlak turystyczny - Wilczy szlak. U wylotu tej drogi znajdowało się do II wojny światowej gospodarstwo niemieckiego rolnika nazwiskiem Buck, co znalazło odzwierciedlenie w nazwie traktu. 

## Bibliografia

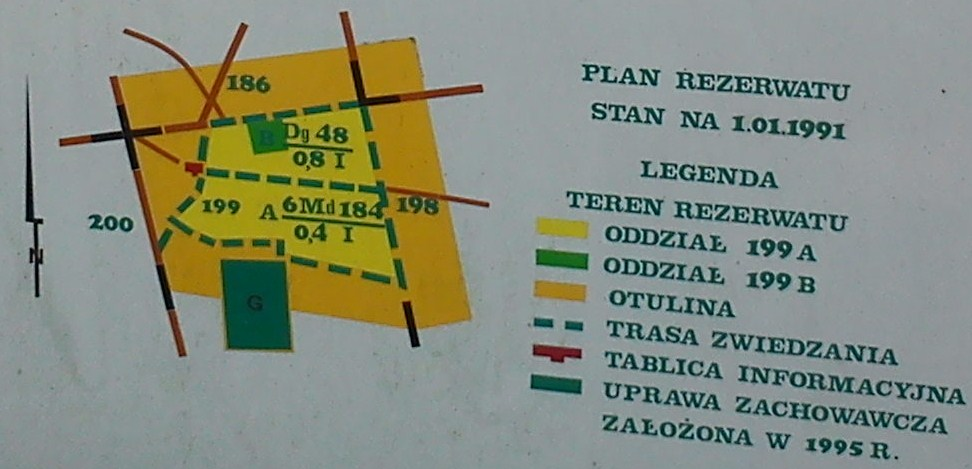
Plan rezerwatu Klasztorne Modrzewie. Linia Bucka to najwyżej położona pozioma droga na planie